# Richard Anuszkiewicz
Richard Anuszkiewicz, född 1930, död 2020, var en amerikansk konstnär.
Richard Anuszkiewicz var elev till Josef Albers och anslöt sig till opkonsten, men förhöll sig friare i sitt skapande jämfört med sin lärare.